# Vladan Lipovina
Vladan Lipovina (serbisch-kyrillisch Владан Липовина; * 7. März 1993 in Cetinje, Republik Montenegro, Bundesrepublik Jugoslawien) ist ein montenegrinischer Handballspieler. 

## Karriere

### Vereine

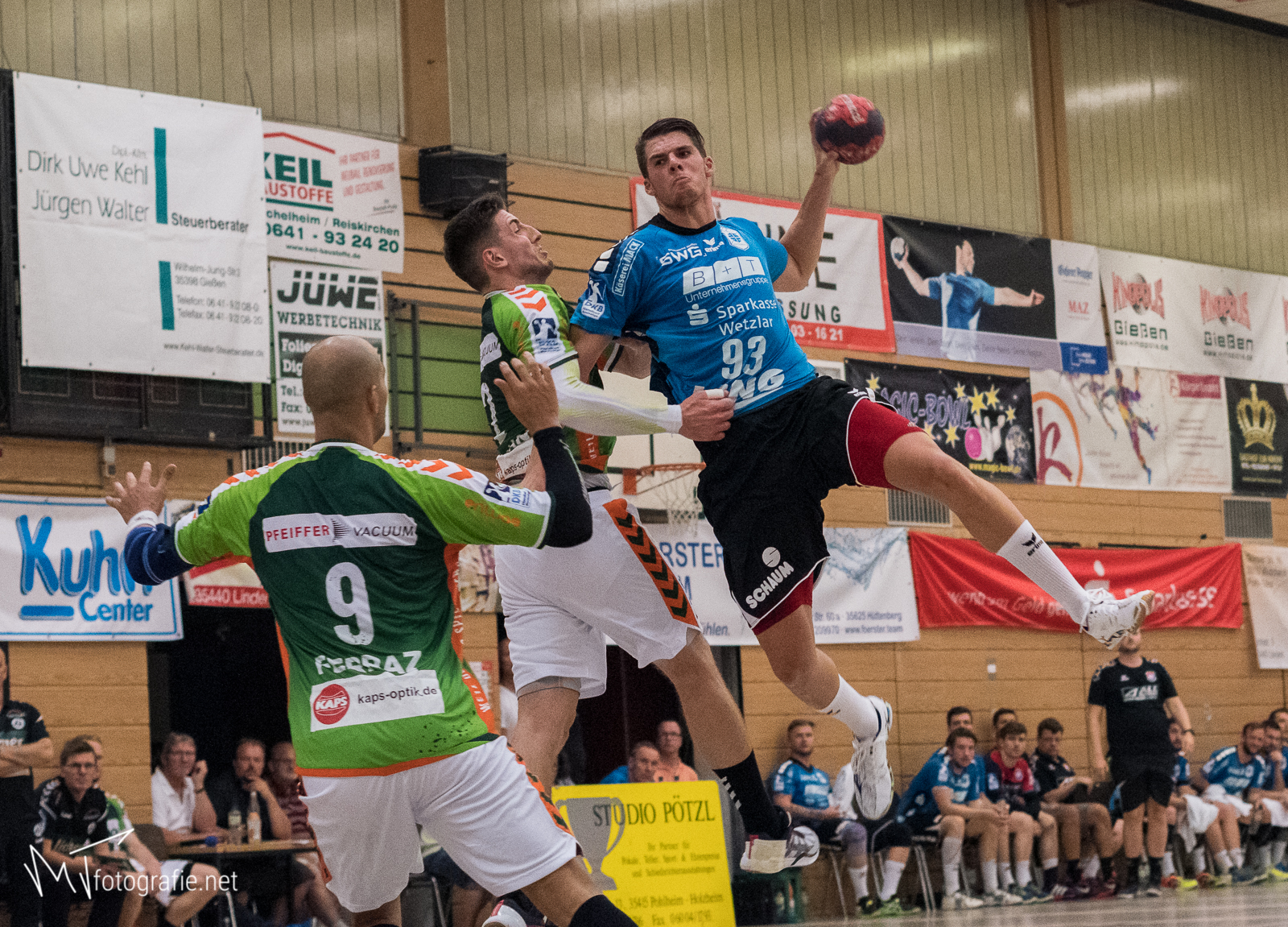
Vladan Lipovina (2017)

Vladan Lipovina spielte in seiner Heimat beim RK Lovćen Cetinje, mit dem er am Europapokal der Pokalsieger und am EHF Europa Pokal teilnahm. Nachdem er in der Saison 2013/14 in der spanischen Liga ASOBAL beim BM Ciudad Encantada spielte, wechselte der 1,98 Meter große rechte Rückraumspieler 2014 nach Mazedonien zu RK Metalurg Skopje. Im November 2014 schloss er sich der HSG Wetzlar an, bei der er bis Januar 2017 blieb. Danach wechselte zum Al-Nasr Sports Club nach Dubai. Im Sommer 2017 kehrte der Linkshänder in die Bundesliga zurück und unterschrieb einen einjährigen Vertrag bis Sommer 2018 beim Aufsteiger TV 05/07 Hüttenberg.
Zur Saison 2018/19 wechselte Vladan Lipovina zu den Rhein-Neckar Löwen. Mit den Rhein-Neckar Löwen gewann er 2018 den DHB-Supercup. Zur Saison 2019/20 wechselte er zum Bundesligaaufsteiger HBW Balingen-Weilstetten. Mit Balingen stieg er am Saisonende 2021/22 in die 2. Bundesliga ab. Daraufhin nahm ihn erneut die HSG Wetzlar für ein Jahr unter Vertrag. Im Februar 2023 wurde er als Ersatz für den verletzten Ómar Ingi Magnússon beim SC Magdeburg vorgestellt. Mit dem SCM gewann er die EHF Champions League 2022/23 im Finale gegen KS Kielce mit 30:29 nach Verlängerung. Ab dem Sommer 2023 spielte er für al Qadsia Kuwait in Kuwait. Zwei Jahre später wechselte er zum Ligakonkurrenten al Kuwait SC.

### Nationalmannschaft
Lipovina gehört zum Kader der Montenegrinischen Nationalmannschaft, mit der er an der Europameisterschaft 2014 in Dänemark teilnahm.

### Bundesligabilanz
| Saison    | Verein                   | Spielklasse | Spiele | Tore | 7-Meter | Feldtore |
| --------- | ------------------------ | ----------- | ------ | ---- | ------- | -------- |
| 2014/15   | HSG Wetzlar              | Bundesliga  | 25     | 51   | 1       | 50       |
| 2015/16   | HSG Wetzlar              | Bundesliga  | 27     | 53   | 0       | 53       |
| 2016/17   | HSG Wetzlar              | Bundesliga  | 18     | 50   | 0       | 50       |
| 2017/18   | TV 05/07 Hüttenberg      | Bundesliga  | 19     | 79   | 0       | 79       |
| 2018/19   | Rhein-Neckar Löwen       | Bundesliga  | 35     | 45   | 0       | 45       |
| 2019/20   | HBW Balingen-Weilstetten | Bundesliga  | 25     | 107  | 0       | 107      |
| 2020/21   | HBW Balingen-Weilstetten | Bundesliga  | 36     | 167  | 0       | 167      |
| 2021/22   | HBW Balingen-Weilstetten | Bundesliga  | 34     | 177  | 62      | 115      |
| 2022/23   | HSG Wetzlar              | Bundesliga  | 18     | 52   | 0       | 52       |
| 2022/23   | SC Magdeburg             | Bundesliga  | 17     | 6    | 0       | 6        |
| 2014–2023 | gesamt                   | Bundesliga  | 253    | 786  | 63      | 723      |